# 1. Division 1945-1946 (Lussemburgo)
La 1. Division 1945-1946 è stata la 31ª edizione della seconda serie del campionato lussemburghese di calcio. La stagione è iniziata il 3 settembre 1945 ed è terminata il 20 maggio 1946. Le squadre Jeunesse Esch e Racing Rodange hanno raggiunto la promozione in Division d'Honneur. 

## Stagione

### Novità
Dalla Division d'Honneur sono state retrocesse il Jeunesse Esch e l'AS Differdange. Sono state promosse in Division d'Honneur il Petange e il Fola Esch. Sono state retrocesse in Promotion lo Young Boys Diekirch, il Tetange e lo  Sporting Bettemberg.

### Formula
2 punti alla vittoria, un punto al pareggio, nessun punto alla sconfitta.
Le 10 squadre partecipanti si affrontano in un Girone all'italiana, per un totale di 18 giornate.

Le prime due classificate sono promosse direttamente in Division d'Honneur. Nessuna retrocessione.

### Aggiornamenti
In seguito alla decisione della federazione di portare il numero delle squadre partecipanti al torneo (da 10 a 12), in questa stagione non ci sono state retrocessioni.

## Squadre partecipanti
| Club                  | Stagione | Città              | Stadio | Stagione 1939-1940                           |
| --------------------- | -------- | ------------------ | ------ | -------------------------------------------- |
| Alliance Dudelange    | dettagli | Dudelange          | ...    | 1º posto in Promotion (Neopromosso)          |
| Aris Bonnevoie        | dettagli | Bonnevoie          | ...    | 2º posto in Promotion (Neopromosso)          |
| Avenir Beggen         | dettagli | Beggen             | ...    | 4º posto in 1. Division                      |
| Differdange           | dettagli | Differdange        | ...    | 10º posto in Division d'Honneur (Retrocesso) |
| Jeunesse Esch         | dettagli | Esch-sur-Alzette   | ...    | 9º posto in Division d'Honneur (Retrocesso)  |
| Jeunesse Wasserbillig | dettagli | Wasserbillig       | ...    | 6º posto in 1. Division                      |
| Racing Rodange        | dettagli | Rodange            | ...    | 3º posto in 1. Division                      |
| Rapid Neudorf         | dettagli | Neudorf-Weimershof | ...    | 7º posto in 1. Division                      |
| Red Black Pfaffenthal | dettagli | Pfaffenthal        | ...    | 5º posto in 1. Division                      |
| Rumelange             | dettagli | Differdange        | ...    | 3º posto in Promotion (Neopromosso)          |

## Classifica finale
|  | Pos. | Squadra               | Pt | G  | V  | N | P  | GF | GS | DR   |
|  | ---- | --------------------- | -- | -- | -- | - | -- | -- | -- | ---- |
|  | 1.   | Jeunesse Esch         | 29 | 18 | 14 | 1 | 3  | 87 | 25 | +62. |
|  | 2.   | Racing Rodange        | 26 | 18 | 13 | 0 | 5  | 89 | 34 | +55. |
|  | 3.   | Rumelange             | 24 | 18 | 12 | 0 | 6  | 49 | 32 | +17. |
|  | 4.   | Rapid Neudorf         | 22 | 18 | 10 | 2 | 6  | 51 | 44 | +7.  |
|  | 5.   | Red Black Pfaffenthal | 18 | 18 | 8  | 2 | 8  | 44 | 51 | -11. |
|  | 6.   | Alliance Dudelange    | 17 | 18 | 8  | 1 | 9  | 44 | 66 | -22. |
|  | 7.   | Avenir Beggen         | 15 | 18 | 7  | 1 | 10 | 48 | 59 | -11. |
|  | 8.   | Differdange           | 11 | 18 | 5  | 1 | 12 | 34 | 68 | -34. |
|  | 9.   | Jeunesse Wasserbillig | 10 | 18 | 5  | 0 | 13 | 31 | 63 | -32. |
|  | 10.  | Aris Bonnevoie        | 8  | 18 | 4  | 0 | 14 | 30 | 65 | -35. |

Legenda:

      Promozione in Division d'Honneur  1946-1947

      Nessuna Retrocessione